# سبع سنوات في التبت (فلم)
سبع سنوات في التبت (بالإنجليزية: Seven Years in Tibet) هو فِلم لعام 1997 الفِلم يستند على كتاب سبع سنوات في التبت 1952 والذي كتبه متسلق الجبال النمساوي هاينريش هارر على تجاربه في التبت بين 1944 و1951 خلال الحرب العالمية الثانية والفترة الانتقالية وغزو الشعب الصيني جيش التحرير للتبت في عام 1950. الفيلم من إخراج جان جاك أنو وتألق في الفِلم براد بيت وديفيد ذولِس

## وصلات خارجية
- سبع سنوات في التبت على موقع IMDb (الإنجليزية)
- سبع سنوات في التبت على موقع ميتاكريتيك (الإنجليزية)
- سبع سنوات في التبت على موقع روتن توميتوز (الإنجليزية)
- سبع سنوات في التبت على موقع نتفليكس (الإنجليزية)
- سبع سنوات في التبت على موقع قاعدة بيانات الأفلام العربية
- سبع سنوات في التبت على موقع ألو سيني (الفرنسية)
- سبع سنوات في التبت على موقع Turner Classic Movies (الإنجليزية)
- سبع سنوات في التبت على موقع أول موفي (الإنجليزية)
- سبع سنوات في التبت على موقع بوكس أوفيس موجو (الإنجليزية)
- سبع سنوات في التبت على موقع فيلمافينيتي (الإسبانية)

1. ↑  "Seven Years in Tibet (1997) - Trakt.tv".
2. ↑  "Siete años en el Tíbet - Película - 1997 - Crítica | Reparto | Estreno | Duración | Sinopsis | Premios - decine21.com" (بالإسبانية). 20 Dec 2024. Retrieved 2016-04-09.{{استشهاد ويب}}:  صيانة الاستشهاد: لغة غير مدعومة (link)
3. ↑  "Seven Years in Tibet (1997)" (بالإنجليزية). Retrieved 2016-04-09.{{استشهاد ويب}}:  صيانة الاستشهاد: لغة غير مدعومة (link)
4. ↑  "Seven Years in Tibet". 12 يونيو 1998. اطلع عليه بتاريخ 2016-04-09.